# Polnoćka
Polnoćka ili Misa polnoćka (lat. In Nativitate Domini in nocte, također i Vigilia Natalis Christi – Bdjenje Kristova rođenja) katoličko je misno slavlje kojim započinje Božić. Slavi se u noći (obično u ponoć ili u večernjim satima Badnjaka) s 24. na 25. prosinca, u čast rođenja Isusa Krista. 
Polnoćka je prva od triju misa na Božić, bila je uobičajena već u doba pape Grgura I.
U brojnim crkvama pjevaju se božićne pjesme umjesto misnog Ordinarija.

## Tradicije

### Katolička Crkva
Katolici tradicijski slave polnoćku koja počinje točno u ponoć. Od 2009. se u Vatikanu polnoćka održavala u 22 sata, a kasnije se još nekoliko puta vrijeme mise pomaknulo na ranije. Od 2020. godine, polnoćka se zbog regulacija vezanih uz COVID-19 u Vatikanu održavala u 19:30 sati.

### Luteranizam
Luterani često održavaju polnoćku uz večernje i jutarnje molitve. U svojemu djelu Cérémonies et coutumes religieuses de tous les peuples du monde Bernard Picart opisuje luteransku polnoćku:
U nekim luteranskim zemljama, ljudi odlaze u crkvu na Noć blagoslovljenog Rođenja našeg Spasitelja s upaljenim svijećama u rukama. Vjernici koji se okupe u crkvi i provode cijelu noć tamo pjevajući himne i moleći se uz svjetlost tih svijeća. Ponekad spale toliku količinu tamjana da se dim uzdiže u obliku vrtloga, i njihovi vjernici bivaju obavijeni istim.

### Anglikanska zajednica
U crkvama Anglikanske zajednice polnoćka se obilježava na Badnjak u 23 ili 23:30 sati.